# Saeed Akhtar Mirza
Saeed Akhtar Mirza ou Saeede Mirza, né le 30 juin 1943 à Bombay, est un réalisateur, scénariste, producteur, écrivain conférencier indien formé au Film and Television Institute of India (FTII) à Puna. Il est le fils du scénariste Akhtar Mirza, et le frère du réalisateur Aziz Mirza.
Ses films entre Bollywood et art et essai sont Mohan Joshi Hazir Ho! (1984), Albert Pinto Ko Gussa Kyon Ata Hai (1980), Salim Langde Pe Mat Ro (1989) et Naseem (1995).
Il est célèbre pour avoir réalisé des séries télé cultes : Nukkad (1986) et Intezaar (1988). Il a aussi fait des documentaires culturels. 

## Récompenses
- 1979 Filmfare Award Critics for Best Movie: Arvind Desai Ki Ajeeb Dastaan (1978)
- 1981 Filmfare Award Critics for Best Movie: Albert Pinto Ko Gussa Kyon Ata Hai (1980)
- 1984 National Film Award pour Best Film on Family Welfare: Mohan Joshi Hazir Ho! (1984)
- 1996 National Film Award pour Best Directing et Best Screenplay : Naseem (1995)

## Roman
- Ammi: Letter to a Democratic Mother (2008)